# Michel Larive
Pour les articles homonymes, voir Larive (homonymie).
Michel Larive, né le 22 août 1966 à Paris, est un homme politique français. Membre de La France insoumise, il est député dans la 2e circonscription de l'Ariège de 2017 à 2022.

## Biographie
Michel Larive naît le 22 août 1966 à Paris. Il est originaire d'Ercé, en Ariège. Formateur, Michel Larive travaille dans des structures d'insertion et enseigne les mathématiques en libéral. Il est par ailleurs le président du festival des Théâtrales en Couserans et a cofondé l'Agence de développement de l'économie culturelle en Couserans.
À l'âge de dix-huit ans, Michel Larive rejoint Les Verts. Il se présente pour la première fois à un scrutin lors des élections municipales de 1995 à Saint-Girons. Candidat sous la bannière de la gauche alternative, il n'est pas élu. Il est ensuite candidat pour les élections cantonales en 2001 sans étiquette mais soutenu par Les Verts puis participe à la campagne du « non » au référendum européen en 2005. Critique du « capitalisme vert », il quitte Les Verts et rejoint le Parti de gauche, dont il fonde une antenne locale dans l'Ariège.
Aux élections municipales de 2008, il est élu au conseil municipal d'Arrout. Il n'est pas réélu aux élections de 2014. Pour les élections législatives de 2012 dans l'Ariège, il se porte candidat dans la première circonscription de l'Ariège avec l'étiquette Front de gauche et obtient 10,88 % des voix au premier tour. Il est finalement élu député dans la deuxième circonscription de l'Ariège le 18 juin 2017, avec 50,56 % des voix au second tour sous la bannière politique de La France insoumise,.
Le 20 septembre 2017, François de Rugy, président de l'Assemblée nationale, annonce sa nomination comme président de l'un des groupes de travail visant à réformer l'Assemblée nationale. Son groupe de travail est « Conditions de travail à l’Assemblée nationale et statut des collaborateurs parlementaires » où il encadre la participation de 10 députés de toutes étiquettes politiques. Le 6 mars 2019, il est élu président de l'association des députés-employeurs (ADE), dont l'objet est la négociation et la conclusion d’accords collectifs de travail entre députés et collaborateurs.
Au début de 2019, il rédige une proposition de loi visant à l'institution d'un fonds de soutien à la création artistique.
En mai 2022, il est investi par La France Insoumise, pour la coalition Nouvelle Union populaire écologique et sociale, dans la deuxième circonscription de l'Ariège. Il est battu au deuxième tour par le dissident socialiste Laurent Panifous.